# Balingasag
Balingasag est une localité de la province du Misamis oriental, aux Philippines. En 2015, elle compte 67 059 habitants.